# Det gode håb
Det gode håb  er en dansksproget roman fra 1964 af den færøske forfatter William Heinesen. Den udspiller sig i 1600-tallet og skildrer livet i Thorshavn gennem et antal breve skrevet fra en dansk præst til en ældre kollega. Bogen er skrevet i en realistisk stil og er præget af humør og ironi.
Det gode håb modtog Nordisk Råds litteraturpris i 1965.Bedømmelsesudvalget skrev, at bogen "giver en frodig og farverig beretning om en kriseperiode i nordisk historie og samtidig en universel skildring af kampen mellem retfærdighed og undertrykkelse."
Christoffer Gabel, Frederik III's rådgiver og protegé, hersker med hård hånd som lensherre over Færøerne. Præsten Peder Børresen kommer til landet for at overtage det ringe kald som sjælesørger for Thorshavns fattige befolkning. Han oprøres af de forfærdelige tilstande og går med dødsforagt ind i kampen mod at overvinde uretfærdighederne og styrte Gabel.

## Handlingen
Den historiske brevroman er konstrueret som præsten Peder Børresens fortrolige beretninger til vennen. Romanen fortælles af Peder Børresen og beskriver hans første år som præst i Thorshavn i breve, som er stilet til vennen Jonas, der er præst i Romsdal i Norge i perioden fra april 1669 til juli 1670. Ved bogens begyndelse tiltræder Peder som præst i Thorshavn, hvor han er endt grundet en lang nedtur, der ikke mindst er forbundet med hans uheldige drikkevaner. Her oplever han fra starten, hvordan befolkningen undertrykkes groft af det despotiske danske kolonistyre – personificeret af en satanisk kommandant – og han beslutter at tage kampen op mod det bestående styre for at ændre færingernes kår. Denne kamp udgør romanens dramatiske omdrejningspunkt og får en tilsyneladende lykkelig slutning, da det fungerende danske styre væltes under oprør og brand, efter at Peder endelig har fået udsmuglet et klagebrev til Danmark. Her slutter romanen med uvished og håb.